# Guy de Maupassant
Henri René Albert Guy de Maupassant (Dieppe, 5 de agosto de 1850-París, 6 de julio de 1893) fue un escritor y poeta naturalista francés del siglo XIX, célebre como maestro del cuento, así como representante de la escuela naturalista, que describía las vidas humanas, los destinos y las fuerzas sociales en términos desilusionados y a menudo pesimistas. Escribió principalmente cuentos, aunque también cuenta con seis novelas y varias crónicas periodísticas, especialmente sobre literatura francesa.
Maupassant fue protegido de Gustave Flaubert y sus cuentos se caracterizan por la economía de estilo y desenlaces eficaces y aparentemente sin esfuerzo. Muchos de ellos están ambientados en la guerra franco-prusiana de la década de 1870 y describen la futilidad de la guerra y a los civiles inocentes que, atrapados en acontecimientos que escapan a su control, sufren cambios permanentes a causa de sus experiencias. Escribió 300 cuentos, seis novelas, tres libros de viajes y un volumen de versos. Su primer cuento publicado, «Boule de Suif» («Bola de sebo», 1880), suele considerarse su obra más famosa.

## Biografía
Su nombre en francés se pronuncia de la siguiente manera: pronunciación en francés: /ɡid(ə) mopasɑ̃/. Existe controversia acerca de su lugar exacto de nacimiento, generada por el biógrafo fecampés Georges Normandy en 1926. Según una primera hipótesis, habría nacido en Fécamp, en el Bout-Menteux, el 5 de agosto de 1850. Según la otra hipótesis habría nacido en el castillo de Miromesnil, en Tourville-sur-Arques, a ocho kilómetros de Dieppe, como establece su partida de nacimiento. No obstante, todo parece apuntar a que el auténtico lugar de nacimiento fue este último.
Tuvo una infancia como la de cualquier muchacho de su edad, si bien su madre lo introdujo a edad temprana en el estudio de las lenguas clásicas. Su madre, Laure, siempre quiso que su hijo tomara el testigo de su hermano Alfred Le Poittevin, a la sazón íntimo amigo de Flaubert, cuya prematura muerte truncó una prometedora carrera literaria. A los doce años, sus padres se separaron amistosamente. Su padre, Gustave de Maupassant, era un indolente que engañaba a su esposa con otras mujeres. La ruptura de sus padres influyó mucho en el joven Guy. La relación con su padre se enfriaría de tal modo que siempre se consideró un huérfano de padre. Su juventud, muy apegada a su madre, Laure Le Poittevin, se desarrolló primero en Étretat, y más adelante en Yvetot, antes de marchar al liceo en Ruan. Maupassant fue admirador y discípulo de Gustave Flaubert al que conoció en 1867. Flaubert, a instancias de la madre del escritor de la cual era amigo de la infancia, lo tomó bajo su protección, le abrió la puerta de algunos periódicos y le presentó a Iván Turgénev, Émile Zola y a los hermanos Goncourt. Flaubert ocupó el lugar de la figura paterna. Tanto es así, que incluso se llegó a decir en algunos mentideros parisinos que Flaubert era su padre biológico.
El escritor se trasladó a vivir a París con su padre tras la derrota francesa en la guerra franco-prusiana de 1870. Comenzó a estudiar Derecho, pero reveses económicos familiares y la mala relación con su padre le obligaron a dejar unos estudios que, de por sí, ya no le convencían y a trabajar como funcionario en varios ministerios, hasta que publicó en 1880 su primera gran obra, «Bola de sebo», en Las veladas de Médan, un volumen naturalista preparado por Émile Zola con la colaboración de Henri Céard, Paul Alexis, Joris Karl Huysmans y Léon Hennique. El relato, de corte fuertemente realista según las directrices de su maestro Flaubert, fue calificado por este como una obra maestra. 
Su presencia en Las veladas de Médan y la calidad de su relato, permitió a Maupassant adquirir una súbita y repentina notoriedad en el mundo literario. Sus temas favoritos eran los campesinos normandos, los pequeños burgueses, la mediocridad de los funcionarios, la guerra franco-prusiana de 1870, las aventuras amorosas o las alucinaciones de la locura: La Casa Tellier (1881), Los cuentos de la becada (1883), El Horla (1887), a través de algunos de los cuales se transparentan los primeros síntomas de su enfermedad.
Su vida parisina y de mayor actividad creativa, transcurrió entre la mediocridad de su trabajo como funcionario y, sobre todo, practicando deporte, en particular el remo al que se entregó con denuedo en los pueblos de los alrededores de París en compañía de amistades de dudosa reputación.  De vida díscola y sexualmente promiscuo, jamás se le conoció un amor verdadero; para él el amor era puro instinto animal y así lo disfrutaba. Escribió al respecto: «El individuo que se contente con una mujer toda su vida, estaría al margen de las leyes de la naturaleza como aquel que no vive más que de ensaladas». Y por añadidura, el carácter dominante de su madre lo alejó de cualquier relación que se atisbase con un mínimo de seriedad.
Su carácter pesimista, misógino y misántropo, estaba motivado por la poderosa influencia de su mentor Gustave Flaubert y las ideas de su filósofo de cabecera, Schopenhauer. Abominaba de cualquier atadura o vínculo social, por lo que siempre se negó a recibir la Legión de Honor o a considerarse miembro del cenáculo literario de Zola, al no querer formar parte de una escuela literaria en defensa de su total independencia. El matrimonio le horrorizaba; suya es la frase «El matrimonio es un intercambio de malos humores durante el día y de malos olores durante la noche». No obstante, pocos años después de su muerte, un periódico francés, L'Eclair, informó de la existencia de una mujer con la que habría tenido tres hijos. Identificada en ocasiones por algunos biógrafos como la "mujer de gris", personaje que aparece en las Memorias de su criado François Tassart, se llamaba Josephine Litzelmann, natural de Alsacia y, sin duda, judía. Los hijos se llamaban Honoré-Lucien, Jeanne-Lucienne y Marguerite. Si bien sus supuestos tres hijos reconocieron ser hijos del escritor, nunca desearon la publicidad que se les dio.
Atacado por graves problemas nerviosos, síntomas de demencia y pánico heredados —reflejados en varios de sus cuentos como el cuento Quién sabe, escrito ya en sus últimos años de vida— como consecuencia de la sífilis, intentó suicidarse el 1 de enero de 1892. El propio escritor lo confesó por escrito: «Tengo miedo de mí mismo, tengo miedo del miedo, pero, ante todo, tengo miedo de la espantosa confusión de mi espíritu, de mi razón, sobre la cual pierdo el dominio y a la cual turbia un miedo opaco y misterioso». Tras algunos intentos frustrados, en los que utilizó un abrecartas para degollarse, fue internado en la clínica parisina del Doctor Blanche, donde murió un año más tarde. Está enterrado en el cementerio de Montparnasse, en París.

## Estilo literario

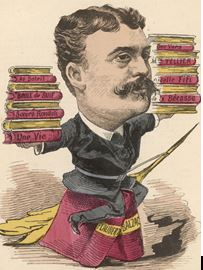
Sentado sobre la obra de Balzac y Flaubert

Maupassant está considerado uno de los más importantes escritores de la escuela naturalista, cuyo máximo pontífice fue Émile Zola, aunque a él nunca le gustó que se le atribuyese tal militancia.
Es cierto que fue un fotógrafo de su tiempo y su doctrina literaria está recogida en el prólogo que escribió para su novela Pierre et Jean, donde escribió: «La menor cosa tiene algo de desconocido. Encontrémoslo. Para descubrir un fuego que arde y un árbol en una llanura, permanezcamos frente a ese fuego y a ese árbol hasta que no se parezcan, para nosotros, a ningún otro árbol ni a ningún otro fuego». Para el historiador Rafael Llopis, Maupassant, perdido en la segunda mitad del siglo XIX, se encontraba muy lejano ya del furor del Romanticismo, fue «una figura singular, casual y solitaria».
Su prosa tiene la virtud de ser sencilla pero directa, sin artificios. Sus historias, variopintas, transmiten con una fidelidad absoluta la sociedad de su época. Pero lo que más lo caracteriza es lo impersonal de su narración; jamás se involucra en la historia y se manifiesta como un ser omnisciente que se limita a describir detalladamente sus observaciones. No en vano, está considerado como uno de los mayores cuentistas de la historia de la literatura. En los últimos años de su vida, e influenciado por el éxito de Paul Bourget, abandonó el relato de costumbres o realista, para experimentar con la novela psicológica, con la que tuvo bastante éxito. Es en esta etapa donde abandona su visión impersonal para profundizar más en el alma atormentada de sus personajes, probablemente un reflejo del tormento que sufría la suya. Siempre padeciendo grandes migrañas, abusó del consumo de drogas como la cocaína y el éter, que potenciaban más su talento natural y le proporcionaban estados alterados de conciencia que lo hacían sufrir alucinaciones y otras visiones que a la postre condicionarían su narrativa fantástica o de terror.
Fue tanta la influencia que ejerció sobre otros autores que llegó a ser uno de los más plagiados. Era admirado por Chéjov, León Tolstói, Horacio Quiroga y un largo etcétera. Pero sin duda, el autor que más lo plagió fue el italiano Gabriele D'Annunzio. En su antología de narraciones Cuentos del río Pescara podemos encontrar historias y pasajes copiados literalmente de algunos cuentos de Maupassant. Otro de los que plagió al autor francés fue Valle Inclán, en su primer libro Femeninas, donde en el relato Octavia Santino reproduce fielmente la escena final de la novela Fort comme la mort.

## Obras
Su extensa obra incluye seis novelas, unos trescientos cuentos, siendo el primero, «Bola de sebo» («Boule de Suif») (1880), el más aclamado, además de seis obras de teatro, tres libros de viajes, una antología de poesía y numerosas crónicas periodísticas. Escribió bajo varios seudónimos: Joseph Prunier en 1875, Guy de Valmont en 1878 y Maufrigneuse de 1881 a 1885.

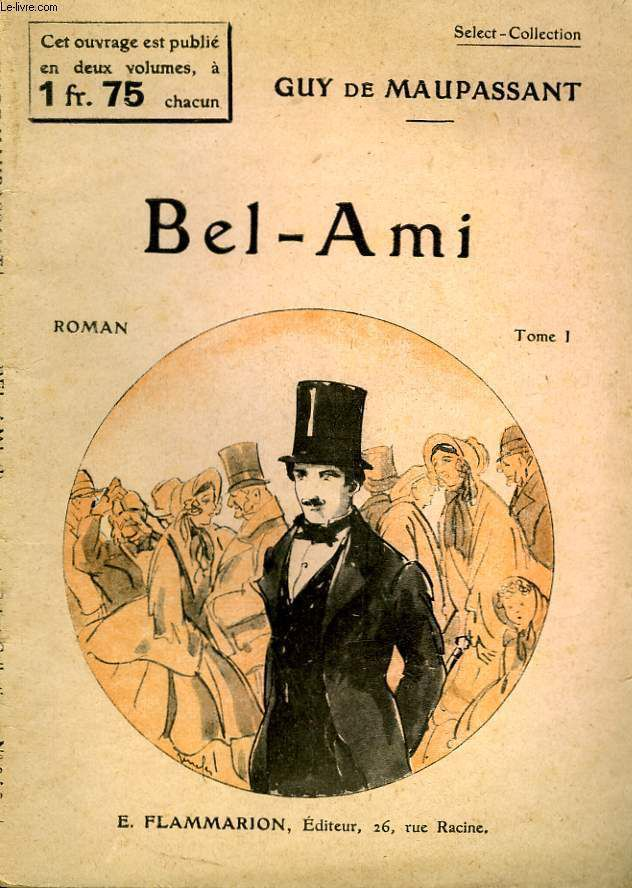
Portada de Bel-Ami

En cuanto a su narrativa corta, son especialmente destacables sus cuentos de terror, género en el que es reconocido como maestro, a la altura de Edgar Allan Poe. En estos cuentos, narrados con un estilo ágil y nervioso, repleto de exclamaciones y signos de interrogación, se echa de ver la presencia obsesiva de la muerte, el desvarío y lo sobrenatural: ¿Quién sabe?, La noche, La cabellera, La mano, Mesero, una "Bock"!, El Perdón, Reina Hortensia, La aparición, El diablo o El Horla, relato perteneciente al género del horror. Según Rafael Llopis, quien cita al estudioso de lo fantástico Louis Vax, «El terror que expresa en sus cuentos es exclusivamente personal y nace en su mente enferma como presagio de su próxima desintegración. [...] Sus cuentos de miedo [...] expresan de algún modo la protesta desesperada de un hombre que siente cómo su razón se desintegra. Louis Vax establece una neta diferencia entre Mérimée y Maupassant. Este es un enfermo que expresa su angustia; aquel es un artista que imagina en frío cuentos para asustar. [...] Este temor centrípeto es centrífugo en Maupassant. "En 'El Horla' -dice Vax- hay al principio una inquietud interior, luego manifestaciones sobrenaturales reveladas solo a la víctima; por último, también el mundo que la rodea es alcanzado por sus visiones. La enfermedad del alma se convierte en putrefacción del cosmos"».
Maupassant publicó novelas de corte mayormente naturalista: Una vida (1883), El collar (1884), Bel-Ami (1885) o Fuerte como la muerte (1889), entre otras. Menos conocida es su faceta como cronista de actualidad en los periódicos de la época como Le Gaulois, Gil Blas o Le Figaro, donde escribió numerosas crónicas acerca de múltiples temas: literatura, política, sociedad, entre otros.

## Cine inspirado en Maupassant
- El rosal de Madame Husson (1931) - Bernard Deschamps (basada en el cuento del mismo título)
- El expreso de Shanghai (1932) - Josef Von Sternberg (basada en Bola de sebo)
- La mujer del puerto (1934) - Arcady Boytler (basada en El puerto)
- Un día en el campo (1936) - Jean Renoir (basada en el cuento del mismo título)
- La diligencia (1939) - John Ford (basada muy libremente en Bola de sebo)
- Bel-Ami (1939) - Willi Forst (basada en la novela del mismo título)
- Romanza en tono menor (1943) - Helmut Käumer (basado en los relatos Las joyas y El ordenanza)
- Mademoiselle Fifi (1944) - Robert Wise (basado en Bola de Sebo y Mlle. Fifi)
- Bola de sebo (1945) - Christian Jacque (basado en el relato del mismo título)
- El buen mozo (1946) - Antonio Momplet (basado en la novela Bel-Ami)
- Los asuntos privados de Bel-Ami (1947) - Albert Lewin (basado en la novela Bel-Ami)
- La mujer del puerto (1949) - Emilio Gómez Muriel (basado en El puerto)
- El rosal de Madame Husson (1950) - Jean Boyer (basada en el relato del mismo título)
- Una mujer sin amor (1951) - Luis Buñuel (inspirado en Pierre et Jean)
- El placer (1952) - Max Ophuls (basada en La máscara, la Casa Tellier y El modelo)
- Bel-Ami (1955) - Louis Daquin (basada en la novela Bel-Ami)
- Masculino, femenino (1966) - Jean Luc Godard (basada en La mujer de Paul)
- El Horla (1966)- Jean-Daniel Pollet (basado en el cuento homónimo)
- Pena de muerte (1973) - Jorge Grau (basada en Loco)
- Idilio (1978) - Jaime Humberto Hermosillo (basada en Idilio)
- Guy de Maupassant (1981) - Michel Drach (biografía)
- La mujer del puerto (1991) - Arturo Ripstein (basada en El puerto)
- Enróllatela como puedas (1999) - Frederic Golchan (basada en Mosca. Recuerdos de un remero)
- Bel-Ami (2012) - Declan Donnellan y Nick Ormerod (basado en Bel-Ami)
- Cocote, historia de un perro (2015) - Pacheco Iborra (basada en Mademoiselle Cocotte)
- Una vida (2016) - Stéphane Brizé (basada en Una vida)

## Teatro en España inspirado en la obra de Maupassant
- La Paix du ménage. Dir.- Bertrand. Madrid. Teatro de la Zarzuela, noviembre 1902 en v.o.[20]
- Mussotte. Teatro de la Comedia de Madrid, 14 de abril de 1906[21]
- El epitafio, (monólogo). Madrid, Teatro de la Comedia, abril de 1907 (basado en La muerta).[22]
- La cena de los húsares. Madrid. Teatro Apolo 22 de octubre de 1915. Libreto de Antonio Paso Cano y Joaquín Abati Díaz; música de Amadeo Vives (basado en Los reyes)[23]
- La Estrella de Olympia. Madrid. Teatro Apolo, 23 de diciembre de 1915. Libreto de Carnos Arniches y música de Rafael Calleja (basado en Bola de sebo)[24]
- El dolor de pecar o El secreto de la muerta. Madrid. Teatro Novedades, 26 de diciembre de 1923. Drama de Francisco Ramos de Castro (inspirada en ¿El testamento?)[25]
- El señor alcalde. Madrid. Teatro Español 1924. Versión castellana de José Ignacio Alberti. (inspirado en ¿La pequeña Roque?)[26]
- Doña Diabla. Madrid. Teatro La Latina. 1925. Drama de Luis F. Ardavín (inspirado en Yvette)[27]
- La Pájara. Madrid. Teatro Lara, 12 de noviembre de 1926. Comedia de Francisco Serrano (inspirado en Hautot, padre e hijo).[28]
- 15 diamantes. Madrid. Teatro Rialto, 5 de septiembre de 1947. Comedia de Francisco Serrano (inspirado en El collar)[29]
- Hotel Comercio. Madrid. Teatro Reina Victoria, 21 de abril de 1973. Versión castellana de A. Sotomayor (inspirada en Bola de sebo)[30]